# Louanges
Albums de Stephan Eicher
1000 vies
(1996) Taxi Europa
(2003)
Louanges est le 9e album du chanteur suisse Stephan Eicher, sorti en 1999.

## Liste des pistes
L'album comprend 12 chansons
| No  | Titre                     | Paroles             | Musique                      | Durée |
| --- | ------------------------- | ------------------- | ---------------------------- | ----- |
| 1.  | Ce peu d'amour            | Philippe Djian      | Stephan Eicher               | 4:46  |
| 2.  | Hell's Kitchen            | Stephan Eicher      | Stephan Eicher - Achim Meier | 3:52  |
| 3.  | Démon                     | Philippe Djian      | Stephan Eicher               | 4:00  |
| 4.  | Sans vouloir te commander | Philippe Djian      | Stephan Eicher               | 4:09  |
| 5.  | Si douces                 | Philippe Djian      | Stephan Eicher               | 4:43  |
| 6.  | Louanges                  | Philippe Djian      | Stephan Eicher               | 3:21  |
| 7.  | La Fin du monde           | Philippe Djian      | Stephan Eicher               | 3:35  |
| 8.  | Le même nez               | Philippe Djian      | Stephan Eicher               | 4:09  |
| 9.  | Clear my Throat           | Stephan Eicher      | Stephan Eicher               | 5:16  |
| 10. | Venez danser              | Philippe Djian      | Stephan Eicher               | 4:06  |
| 11. | Campari soda              | Dominique Grandjean | Dominique Grandjean          | 3:21  |
| 12. | Going Home                | Stephan Eicher      | Stephan Eicher               | 3:51  |